# Maruša Štangar
Maruša Štangar (* 31. Januar 1998 in Ljubljana) ist eine slowenische Judoka. Sie nahm an den Judo-Weltmeisterschaften 2018, 2019 und 2021 teil. Sie nahm bei den Olympischen Sommerspielen 2020 teil in der Gewichtsklasse bis 48 Kilogramm. Dort schied sie in der zweiten Runde aus.
2014 gewann sie bei den Olympischen Jugend-Sommerspielen in Nanjing, China, die Bronzemedaille in der Klasse bis 52 kg. 2015 wurde sie Kadetten-Europameisterin. 2018 gewann sie die Bronze-Medaille in der 48-kg-Klasse der Frauen bei den Mittelmeerspielen in Tarragona, Spanien. Bei den Europameisterschaften 2020 in Prag, Tschechien, schied sie in ihrem ersten Kampf aus. Ihre Gegnerin, Andrea Stojadinov aus Serbien, gewann im weiteren Verlauf des Turniers die Silbermedaille.
2022 bei den Mittelmeerspielen in Oran gewann sie wie vier Jahre zuvor erneut Bronze. Bei den Olympischen Spielen 2024 in Paris verlor sie ihren Auftaktkampf gegen die Serbin Milica Nikolić.